# Tyche (casa de subastas)
Tyche Auction House Limited es una casa de subastas ubicada en Berna, Suiza. Desde 2017 tiene una filial en República Dominicana conservando el mismo nombre, aunque diferentes ejecutivos. Desde 1998 ha realizado subastas en Europa del este mayoritariamente de obras de arte y demás objetos coleccionables.

## Historia
Tyche fue fundada el 1 de enero de 1998 en Berna, Suiza. Comenzó realizando subastas locales de obras de arte y objetos coleccionables, más adelante comienza a incluir otras categorías en sus subastas como Antigüedades y finalmente Joyas.
A partir del 2002 comienza a realizar subastas en línea y para mediados de 2003 termina por completo con las subastas presenciales para dedicarse a las subastas en línea lo que le permitiría a la casa de subastas llegar a un público mucho mayor y en más países del mundo.
Desde 2004 ha servido como intermediario entre coleccionistas y grandes casas de subasta a nivel mundial, sirviendo de consignataria para las mismas.
En 2016 comienza negociaciones con inversionistas de República Dominicana para realizar una subasta de "Arte latinoamericano" en ese país, a principios de 2017 se funda una filial en Santo Domingo.

### Subastas
Desde el 2003, Tyche se dedicaba exclusivamente a realizar subastas en línea de obras de arte, relojes, joyas, antigüedades y otros objetos coleccionables a nivel mundial. Además de esto ha servido como intermediaria entre coleccionistas y otras casas de subasta para la colocación de objetos en prestigiosas subastas a nivel mundial. En 2016 inicia un proceso de negociación para realizar la primera subasta presencial en 14 años, siendo la locación un importante hotel de Santo Domingo, dicha subasta contó con más de 68 obras de artistas latinoamericanos tales como José Bedia, Ramón Oviedo, Jorge Severino, Yoryi Morel, Cándido Bidó, Guillo Pérez, Pablo Fernández y José Gausachs.